# 巴克海茨 (北卡羅萊納州)
巴克海茨（英語：Barker Heights）是位於美國北卡羅萊納州亨德森縣的普查規定居民點。

## 人口
根據2020年美國人口普查的數據，巴克海茨的面積為2.58平方千米，當中陸地面積為2.57平方千米，而水域面積為0.01平方千米。當地共有人口1249人，而人口密度為每平方千米484.11人。